# Alessandro Magno (viaggiatore)
Alessandro Magno (Venezia, 8 febbraio 1538 – Venezia, 12 novembre 1576) è stato un viaggiatore italiano.
Il suo unico scritto è Relazione del viaggio di Cipro, di quel'isola e di altri viaggi, fino al ritorno in Venezia di un patricio veneto. Relazione della città e territorio di Brescia fatta dal medesimo essendo camerlingo, in cui sono raccolte le sue esperienze tra il 1557 e il 1565. 

## Biografia
Terzogenito di Stefano e Maria Contarini, ebbe almeno una sorella e cinque fratelli: Andrea, Sebastiano, Francesco, Alberto e Giovanni. Gli fu conferita una prima educazione umanistica dal padre, benestante e grande erudito, di professione bibliografo e storico.. Fin da piccolo dimostrò una forte propensione verso i viaggi via mare.
All'età di 19 anni si imbarcò, insieme a Alessandro Zorzi, sulla nave Bona, diretta a Cipro. Proprio nell'isola greca fu nominato "nobele" all'interno dell'equipaggio della galea Dandola, titolo spettante ai giovani nobili che imparavano le arti navali e del commercio. Ritornò a Venezia nel novembre del 1559, per poi ripartire il 16 marzo 1560 verso Cipro in compagnia del fratello minore Francesco. Il viaggio si concluse il 28 agosto dello stesso anno. Il 4 aprile 1561, invece, partì alla voltà di Alessandria d'Egitto imbarcandosi sulla Croce. A causa di una controversia tra i mercanti veneziani e il Bey d' Alessandria l'itinerario arrivò fino a Il Cairo, dove ebbe modo di entrare nella Piramide di Cheope.

Tornato il 18 novembre dello stesso anno, e desideroso di approdare nel Nuovo Mondo, il 1º marzo dell'anno successivo si imbarcò per la Spagna sulla Fabiana. Passò lo stretto di Gibilterra e risalì il fiume Guadalquivir fino a Siviglia, ma perse il convoglio che dalla Spagna salpava periodicamente verso le Americhe. Così proseguì verso Nord, costeggiando il Portogallo e la Francia e arrivando fino a Londra, dove soggiornò per un mese. Dopodiché salpò verso Anversa, da dove proseguì via terra, passando per Francoforte (dove assistette al corteo del re di Boemia Massimiliano II d'Asburgo, venuto in città per essere incoronato imperatore del Sacro Romano Impero), Colonia, Augusta, Brennero e, infine, il 14 novembre Venezia. 
Tornato in patria, ormai esperto viaggiatore, entrò nella vita politica della Serenissima e il 27 febbraio 1564 fu eletto camerlengo di Brescia, esercitando questa carica tra l'agosto del 1564 e l'agosto successivo. In seguito esercitò una serie di cariche minori:
- Giudice del mobile (20 gennaio 1568-2 giugno 1569)
- Parte del Collegio dei venti Savi (10 aprile 1575 - 7 maggio 1576)
- Parte del Collegio dei dodici Savi (17 giugno 1576 - 12 novembre 1576)

Morì il 12 novembre 1576 a Venezia. 

## Scritti
Il suo unico scritto a noi pervenuto è Relazione del viaggio di Cipro, di quel'isola e di altri viaggi, fino al ritorno in Venezia di un patricio veneto. Relazione della città e territorio di Brescia fatta dal medesimo essendo camerlingo, in cui vengono raccolti i vari diari di bordo dei suoi viaggi, la storia di Brescia, la sua descrizione e quella della sua economia, redatta quando ricoprì l'incarico di camerlengo di Brescia. I diari di bordo presentano una particolare attenzione per gli usi e costumi dei vari popoli che il Magno incrociò nei suoi viaggi. 